# Cantone di Saint-Pol-de-Léon
Il Cantone di Saint-Pol-de-Léon è una divisione amministrativa dell'arrondissement di Morlaix.
A seguito della riforma approvata con decreto del 13 febbraio 2014, che ha avuto attuazione dopo le elezioni dipartimentali del 2015, è passato da 8 a 14 comuni.

## Composizione
Gli 8 comuni facenti parte prima della riforma del 2014 erano:
- Île-de-Batz
- Mespaul
- Plouénan
- Plougoulm
- Roscoff
- Saint-Pol-de-Léon
- Santec
- Sibiril

Dal 2015 i comuni appartenenti al cantone sono i seguenti 14:
- Cléder
- Île-de-Batz
- Lanhouarneau
- Mespaul
- Plouénan
- Plouescat
- Plougoulm
- Plounévez-Lochrist
- Roscoff
- Saint-Pol-de-Léon
- Santec
- Sibiril
- Tréflaouénan
- Tréflez